# Micheline Dax
Micheline Dax, född Micheline Josette Renée Etevenon 3 mars 1924 i Paris, död 27 april 2014 i samma stad, var en fransk sångerska och skådespelerska.

## Roller i urval
- 1957 – L'ami de la famille
- 1964 – Tintin och de blå apelsinerna (sång)
- 1966 – Charmören
- 1968 – Asterix och Kleopatra (röst)
- 1972 – Tintin i hajsjön (röst)
- 1976 – Asterix 12 stordåd (röst)
- 1993 – En annorlunda barnflicka (TV-film)
- 1994 – En annorlunda brud (TV-film)